# Priuranka
Priuranka (en rus: Приуранка) és un poble de l'óblast d'Orenburg, a Rússia, segons el cens del 2010 tenia 102 habitants, pertany al municipi de Iasnogorski.